# Patrik Fredholm
Patrik Fredholm (Stoccolma, 10 maggio 1978) è un ex calciatore svedese, di ruolo attaccante.

## Palmarès

### Club

#### Competizioni nazionali
- Allsvenskan: 1

AIK: 1998